# Marvede Sogn
Marvede Sogn er et sogn i Næstved Provsti (Roskilde Stift).
I 1800-tallet var Hyllinge Sogn anneks til Marvede Sogn. Begge sogne hørte til Øster Flakkebjerg Herred i Sorø Amt. Marvede-Hyllinge sognekommune blev senere delt så hvert sogn var en selvstændig sognekommune. Ved kommunalreformen i 1970 blev både Marvede og Hyllinge indlemmet i Næstved Kommune.
I Marvede Sogn ligger Marvede Kirke.
I sognet findes følgende autoriserede stednavne:
- Brorup (bebyggelse, ejerlav)
- Marvede (bebyggelse, ejerlav)
- Menstrup (bebyggelse, ejerlav)
- Menstrup Enghave (bebyggelse)
- Spjellerup (bebyggelse, ejerlav)
- Spjellerupgård (landbrugsejendom)